# Leichtathletik-Europameisterschaften 1950/100 m der Männer

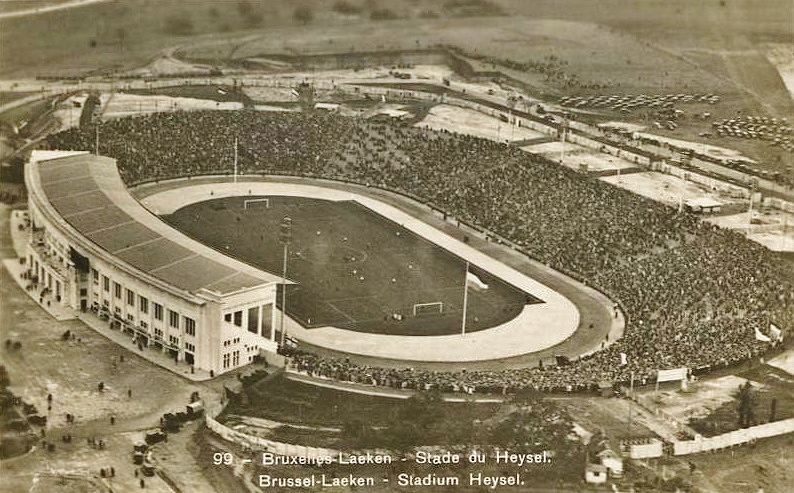
Das Brüsseler Heysel-Stadion in einer Luftaufnahme von 1935

Der 100-Meter-Lauf der Männer bei den Leichtathletik-Europameisterschaften 1950 wurde am 23. und 24. August 1950 im Heysel-Stadion der belgischen Hauptstadt Brüssel ausgetragen.
Europameister wurde der Franzose Étienne Bally. Er gewann vor dem Italiener Franco Leccese. Bronze ging an den sowjetischen Läufer Wladimir Sucharew.

## Bestehende Rekorde
| Weltrekord           | 10,2 s | Jesse Owens        | Chicago, USA           | 20. Juni 1936      |
| Weltrekord           | 10,2 s | Harold Davis       | Compton, USA           | 6. Juni 1941       |
| Weltrekord           | 10,2 s | Lloyd LaBeach      | Fresno, USA            | 15. Mai 1948       |
| Weltrekord           | 10,2 s | Barney Ewell       | Evanston, USA          | 9. Juli 1948       |
| Europarekord         | 10,3 s | Arthur Jonath      | Bochum, Deutschland    | 5. Juni 1932       |
| Europarekord         | 10,3 s | Christiaan Berger  | Amsterdam, Niederlande | 26. August 1934    |
| Europarekord         | 10,3 s | Lennart Strandberg | Malmö, Schweden        | 26. September 1936 |
| Europarekord         | 10,3 s | Karl Neckermann    | Berlin, Deutschland    | 8. Juli 1939       |
| Meisterschaftsrekord | 10,4 s | Orazio Mariani     | EM Paris, Frankreich   | 3. September 1938  |
| Meisterschaftsrekord | 10,4 s | Wil van Beveren    | EM Paris, Frankreich   | 3. September 1938  |

Anmerkung zu den Europarekorden

Es gab noch einige weitere Rennen, in denen europäische Sprinter die Zeit von 10,3 Sekunden erzielt hatten, die jedoch vom Europäischen Leichtathletikverband EAA nicht in die Liste offiziell anerkannter Europarekorde aufgenommen wurden.
Der bestehende EM-Rekord wurde bei diesen Europameisterschaften nicht erreicht. Die schnellste erzielte Zeit, die zweimal erreicht wurde, betrug 10,6 s:
- Franco Leccese (Italien), dritter Vorlauf am 23. August bei einem Gegenwind von 0,1 m/s
- Étienne Bally (Frankreich), zweites Halbfinale am 24. August bei einem Rückenwind von 0,4 m/s

## Vorrunde
23. August 1950, 17:55 Uhr

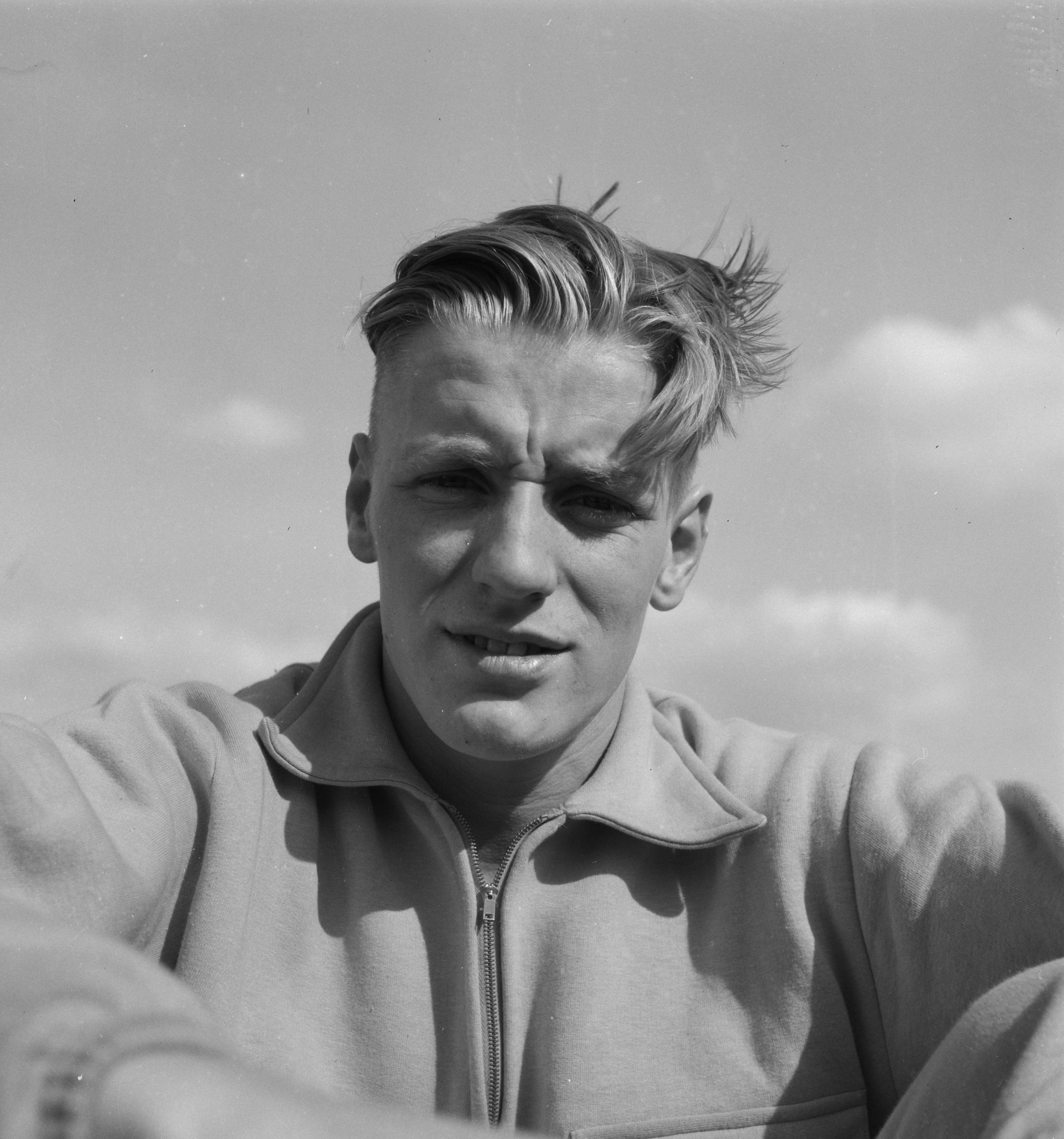
Jan Lammers konnte sich als Vierter seines Vorlaufs nicht für das Halbfinale qualifizieren, gewann aber über 200 Meter die Bronzemedaille

Die Vorrunde wurde in sechs Läufen durchgeführt. Die ersten beiden Athleten pro Lauf – hellblau unterlegt – qualifizierten sich für das Halbfinale. Zu bemängeln ist wie schon bei früheren Europameisterschaften die ungleiche Einteilung der Vorläufe. Die Rennen zwei bis fünf waren mit jeweils fünf Teilnehmern besetzt, das sechste mit vier Läufern. Im ersten Rennen dagegen starteten nur zwei Athleten, die nur das Ziel erreichen mussten, um in der nächsten Runde dabei zu sein.

### Vorlauf 1
Wind: ±0,0 m/s
| Platz | Name                | Nation      | Zeit (s) |
| ----- | ------------------- | ----------- | -------- |
| 1     | Nikolai Karakulow   | Sowjetunion | 11,1     |
| 2     | Hans Peter Pedersen | Norwegen    | 11,2     |

### Vorlauf 2
Wind: −0,1 m/s
| Platz | Name             | Nation      | Zeit (s) |
| ----- | ---------------- | ----------- | -------- |
| 1     | Petar Pecelj     | Jugoslawien | 11,0     |
| 2     | Emil Kiszka      | Polen       | 11,1     |
| 3     | Tomas Paquete    | Portugal    | 11,1     |
| 4     | Hans Wehrli-Frei | Schweiz     | 11,1     |
| 5     | Fred Hammer      | Luxemburg   | 11,2     |

### Vorlauf 3
Wind: −0,1 m/s
| Platz | Name              | Nation         | Zeit (s) |
| ----- | ----------------- | -------------- | -------- |
| 1     | Franco Leccese    | Italien        | 10,6     |
| 2     | Alan Grieve       | Großbritannien | 10,8     |
| 3     | Henry Johansen    | Norwegen       | 11,0     |
| 4     | Christian Brac    | Frankreich     | 11,2     |
| 5     | Leif Christersson | Schweden       | 11,2     |

### Vorlauf 4
Wind: −0,1 m/s
| Platz | Name              | Nation         | Zeit (s) |
| ----- | ----------------- | -------------- | -------- |
| 1     | Knud Schibsbye    | Dänemark       | 11,1     |
| 2     | Gesualdo Penna    | Italien        | 11,2     |
| 3     | Austin Pinnington | Großbritannien | 11,2     |
| 4     | Jan Lammers       | Niederlande    | 11,3     |
| 5     | Hans Rydén        | Schweden       | 11,3     |

### Vorlauf 5
Wind: −1,3 m/s
| Platz | Name                  | Nation       | Zeit (s) |
| ----- | --------------------- | ------------ | -------- |
| 1     | Étienne Bally         | Frankreich   | 10,9     |
| 2     | Finnbjörn Þorvaldsson | Island       | 11,1     |
| 3     | Roland Vercruysse     | Belgien      | 11,1     |
| 4     | Michail Tsokalis      | Griechenland | 11,4     |
| 5     | Willy Eichenberger    | Schweiz      | 11,6     |

### Vorlauf 6
Wind: −0,4 m/s
| Platz | Name               | Nation      | Zeit (s) |
| ----- | ------------------ | ----------- | -------- |
| 1     | Wladimir Sucharew  | Sowjetunion | 10,7     |
| 2     | Haukur Clausen     | Island      | 11,0     |
| 3     | Isidoor Vandewiele | Belgien     | 11,1     |
| 4     | Jean-Petit Hammer  | Luxemburg   | 11,3     |

## Halbfinale
24. August 1950, 16:55 Uhr
In den beiden Halbfinalläufen qualifizierten sich die jeweils ersten drei Athleten – hellblau unterlegt – für das Finale.

### Lauf 1
Wind: −0,2 m/s
| Platz | Name                  | Nation      | Zeit (s) |
| ----- | --------------------- | ----------- | -------- |
| 1     | Franco Leccese        | Italien     | 10,7     |
| 2     | Emil Kiszka           | Polen       | 10,8     |
| 3     | Petar Pecelj          | Jugoslawien | 11,0     |
| 4     | Nikolai Karakulow     | Sowjetunion | 11,1     |
| 5     | Knud Schibsbye        | Dänemark    | 11,1     |
| 6     | Finnbjörn Þorvaldsson | Island      | 11,1     |

### Lauf 2
Wind: +0,4 m/s
| Platz | Name                | Nation         | Zeit (s) |
| ----- | ------------------- | -------------- | -------- |
| 1     | Étienne Bally       | Frankreich     | 10,6     |
| 2     | Wladimir Sucharew   | Sowjetunion    | 10,7     |
| 3     | Haukur Clausen      | Island         | 11,0     |
| 4     | Alan Grieve         | Großbritannien | 11,0     |
| 5     | Gesualdo Penna      | Italien        | 11,0     |
| 6     | Hans Peter Pedersen | Norwegen       | 11,2     |

## Finale

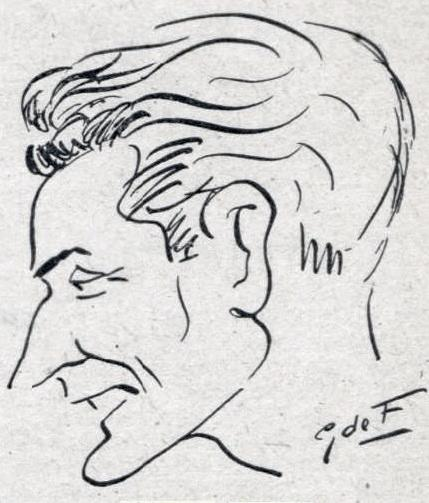
Europameister Étienne Bally in einer Cartoondarstellung

24. August 1950, 18:30 Uhr
Wind: +0,7 m/s
| Platz | Name              | Nation      | Zeit (s) |
| ----- | ----------------- | ----------- | -------- |
| 1     | Étienne Bally     | Frankreich  | 10,7     |
| 2     | Franco Leccese    | Italien     | 10,7     |
| 3     | Wladimir Sucharew | Sowjetunion | 10,7     |
| 4     | Emil Kiszka       | Polen       | 10,7     |
| 5     | Haukur Clausen    | Island      | 10,8     |
| 6     | Petar Pecelj      | Jugoslawien | 10,8     |